# (10960) Gran Sasso
(10960) Gran Sasso (6580 P-L) – planetoida z pasa głównego asteroid okrążająca Słońce w ciągu 3,32 lat w średniej odległości 2,23 j.a. Odkryta 24 września 1960 roku.